# Billy Coen
Pour les articles homonymes, voir Coen.
 (août 2025).
Motif : protagoniste mineur de la saga, absence de sources secondaires centrées
- Archive Wikiwix
- Bing
- Cairn
- DuckDuckGo
- E. Universalis
- Gallica
- Google
- G. Books
- G. News
- G. Scholar
- Persée
- Qwant
- (zh) Baidu
- (ru) Yandex
- (wd) trouver des œuvres sur Wikidata

| 1. | Préciser le motif de la pose du bandeau. | Précisez le motif de la pose du bandeau en utilisant la syntaxe suivante : {{admissibilité à vérifier\|date=août 2025\|motif=remplacez ce texte par le motif}}                  |
| 2. | Informer les utilisateurs concernés.     | Pensez à avertir le créateur de l'article, par exemple, en insérant le code ci-dessous sur sa page de discussion : {{subst:avertissement admissibilité à vérifier\|Billy Coen}} |

Billy Coen (ビリー・コーエン, Birī Kōen) est un personnage de la série Resident Evil créée par Capcom.
Billy Coen est né en 1972. 
On ne sait que très peu de choses de son passé. Les deux seuls éléments connus sont qu'il fut lieutenant dans les Marines et qu'il est condamné à mort à l'époque des événements.
Billy est jugé et reconnu coupable le 22 juillet 1998 pour le massacre de vingt-trois civils en Afrique Centrale, au cours d'une mission. Il est alors condamné à la pendaison.

## Histoire
Le soir du 23 juillet 1998, lors de son transfert pour son exécution, son convoi est attaqué par des sangsues qui tuent les deux militaires qui lui servaient d'escorte. Billy s'en sort indemne et en profite pour s'échapper, avant de tomber sur l'Ecliptic Express, au beau milieu des bois, où il surprend Rebecca Chambers. Ensemble ils font équipe pour échapper au cauchemar. Après le déraillement du train, ils finissent par aboutir dans l'ancien centre de formation d'Umbrella corporation, ultime repaire du docteur James Marcus. Billy et Rebecca tentent tant bien que mal de survivre dans ce lieu maudit. Au cours de l'aventure, Billy va se faire attaquer par une créature connue sous le nom d'Eliminator (un singe exposé au Virus T). Billy va alors faire une chute de plusieurs dizaines de mètres avant de tomber dans les égouts du centre de formation. Sauvé par Rebecca, il raconte, sur la demande de l'infirmière, les raisons de sa condamnation à mort: lui et plusieurs autres Marines avaient été envoyés en Afrique Centrale pour détruire une cachette de rebelles. Cependant, les renseignements qui ont été donnés aux Marines furent faux et les hommes, dont le nombre avait été réduit à seulement quatre à la fin, débouchèrent sur un simple village. Piqué de colère, le commandant des Marines rassembla tous les villageois (au nombre de 23) et ordonna à ses trois hommes de les tuer tous. Seul Billy refusa et il se prit un coup de crosse pour ça, ce qui l'assomma. À son réveil, il fut dénoncé par ses trois autres coéquipiers comme étant l'instigateur et le seul responsable du massacre des 23 civils. Conscient qu'il ne pourrait jamais prouver le contraire, Billy se laissa certainement condamné à mort. Une fois ces révélations faites, Billy ne dira plus un mot de tout cela, malgré l'insistance de Rebecca.
Lorsqu'à la fin du jeu, les deux équipiers se retrouvèrent face au docteur Marcus transformé en Sangsue, c'est d'abord Rebecca qui le blessa en l'exposant à la lumière, puis Billy le disloqua en lui tirant une balle de Magnum. Ils quittèrent rapidement le centre juste avant son explosion et s'en tirèrent de justesse. Au petit matin du 24 juillet 1998, Rebecca décide de prendre la plaque militaire de Billy, lui signifiant qu'elle le fait passer pour officiellement mort. Officieusement, Billy est bel et bien vivant, mais on ne l'a plus jamais revu depuis le temps où il a quitté le centre du docteur Marcus.
Bien que l'on ait perdu sa trace, on peut penser que Billy est toujours vivant. Néanmoins, son côté taciturne et renfermé ne l'ont certainement pas fait rejoindre un groupe anti-Umbrella. Il est fort probable que Billy continue aujourd'hui sa fuite en avant afin d'échapper aux autorités.